# معركة بادو
معركة بادو (بالأمازيغية: ⵜⵉⵏ ⴱⴰⴷⴷⵓ) هي معركة وقعت في غشت 1933م، في المغرب بين المقاومة المغربية بزعامة زايد أوسكونتي وعلي أوطرمون وموحى وعرجي من جهة، وقوات الاحتلال الفرنسي بقيادة خمسة جنرالات، أبرزهم الجنرال جيرو وكاترو وهوري من جهة أخرى، دارت أحداثها في قمة جبل بادو بالأطلس الكبير الشرقي وتحديدا نواحي أغبالو أنكردوس جنوب المغرب، انتهت باستسلام مقاومة زايد أوسكونتي وتوقيع الهدنة بين الطرفين.